# لو چترلی
لو چترلی (انگلیسی: Lew Chatterley؛ زادهٔ ۱۵ فوریهٔ ۱۹۴۵) بازیکن فوتبال اهل بریتانیا است.
از باشگاه‌هایی که در آن بازی کرده‌است می‌توان به باشگاه فوتبال دونکستر راورز، باشگاه فوتبال تورکی یونایتد، باشگاه فوتبال ساوت‌همپتون، بارن‌استپل تاون اف سی، باشگاه فوتبال استون ویلا، باشگاه فوتبال گریمزبی تاون، و باشگاه فوتبال نورث‌همپتون تاون اشاره کرد.